# Meydan Ekbaz
Meydan Ekbaz, Midan Ikbaz, Maydan Akpas bzw. al-Midan Akbes (arabisch ميدان أكبس, DMG Maidān Akbas) ist ein Grenzort (Kleinstadt) und ein Bahnhof an der nordwestlichen syrisch-türkischen Grenze (Bagdadbahn). Der kurdische Ort, eigentlich ein Pass zwischen Kurd Dagh (Kurdenberg) und dem Amanos-Gebirge, ist von hohem historischen Wert. Meydan Akpas gehört zur Gemeinde Rajo, Bezirk Afrin, Gouvernement Aleppo in Syrien.